# Xenohyla
A Xenohyla  a kétéltűek (Amphibia) osztályába és  a békák (Anura) rendjébe a levelibéka-félék (Hylidae) családjába és a Hylinae alcsaládba tartozó nem. A nem fajai Brazília Bahia és Rio de Janeiro államában élnek.

## Rendszerezés
A nembe csak 2 ismert faj tartozik:
- Xenohyla eugenioi Caramaschi, 1998
- Xenohyla truncata (Izecksohn, 1959)